# Lhapsa

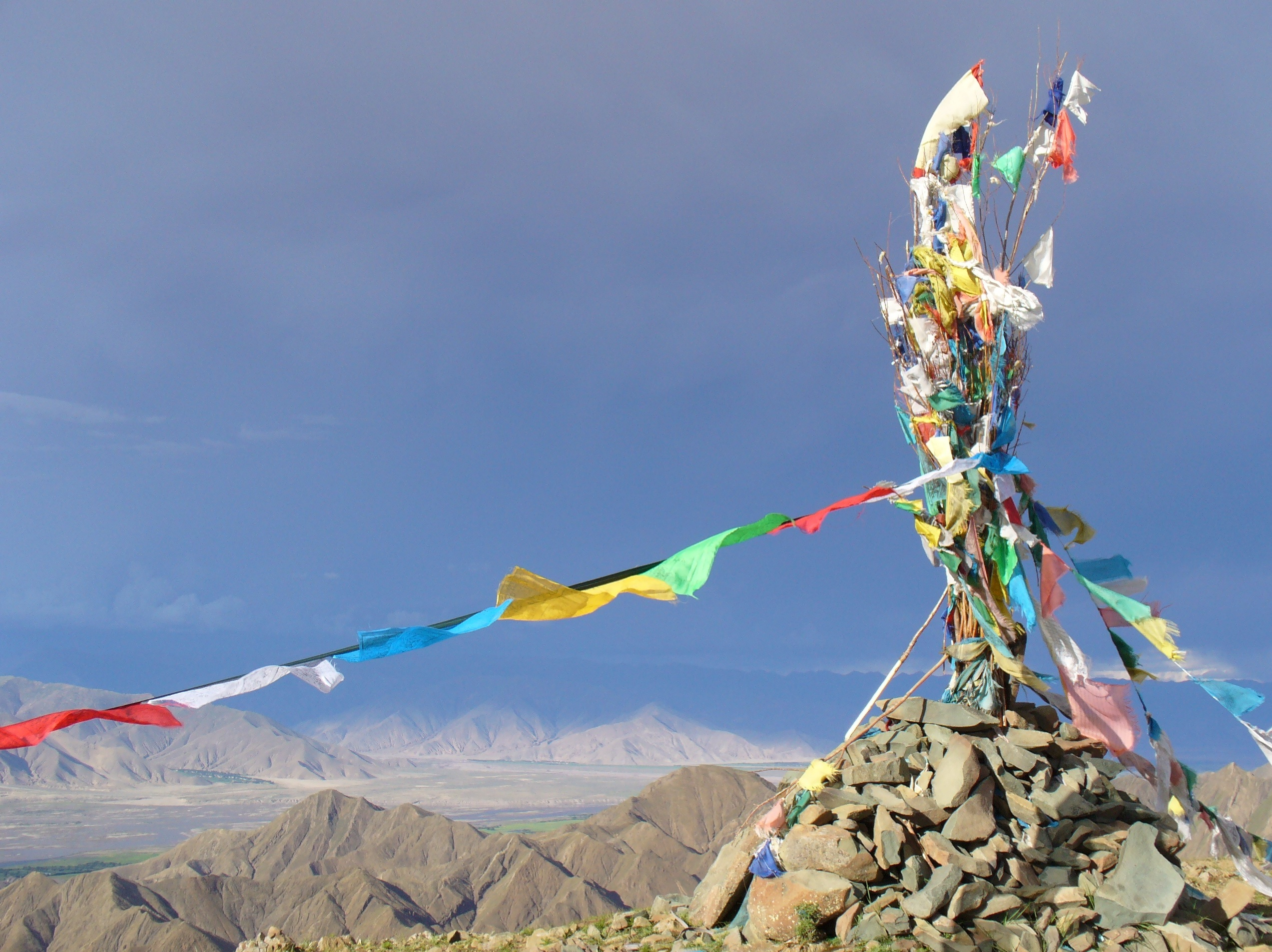
Lhapsa orné de drapeaux de prières.

Le lhapsa (tibétain : ལྷ་རྗས་, Wylie : lha rjas, THL : lha jé), également orthographié lhapsang, laptsha, lhaptsa, la-btsas, laptsa ou laptse, est le nom donné aux cairns érigés dans l'espace himalayen.

## Étymologie
En langues tibétaines, lha signifie « dieu », alors que les psa sont des tas de cailloux.

## Symbolisme et diffusion
D'inspiration chamaniste bön (et non boudhhique), les lhapsa sont souvent érigés au sommet des cols, sur des promontoires rocheux, à la croisée de sentiers ou le long des rives. Ils sont faits de tas de cailloux ne comportant pas de mantra, entre lesquels sont souvent coincés des rubans de couleur, les tarshing, mais rarement des lungta.
Ils sont destinés à attirer l'attention des dieux et à faire fuir les êtres malfaisants. Il y sont érigés à titre d'offrandes aux yulha, divinités protectrices qui habitent ces hautes terres. Les Tibétains croient que lorsque les activités humaines sont en harmonie avec ces esprits, la chance et la prospérité sont au rendez-vous. Les lhapsa sont fréquemment ornés de drapeaux de prières, généralement placés à l'occasion du Losar.
On trouve des lhapsa dans l'ensemble du Tibet et jusqu'aux contreforts himalayens au Népal. En Mongolie, les lhapsa sont connus sous le nom d'ovoo.

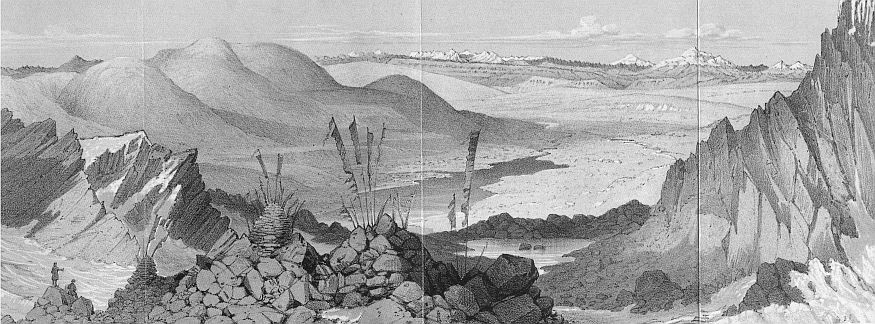
Lhapsa au col du Donkia, illustration de Joseph Dalton Hooker.
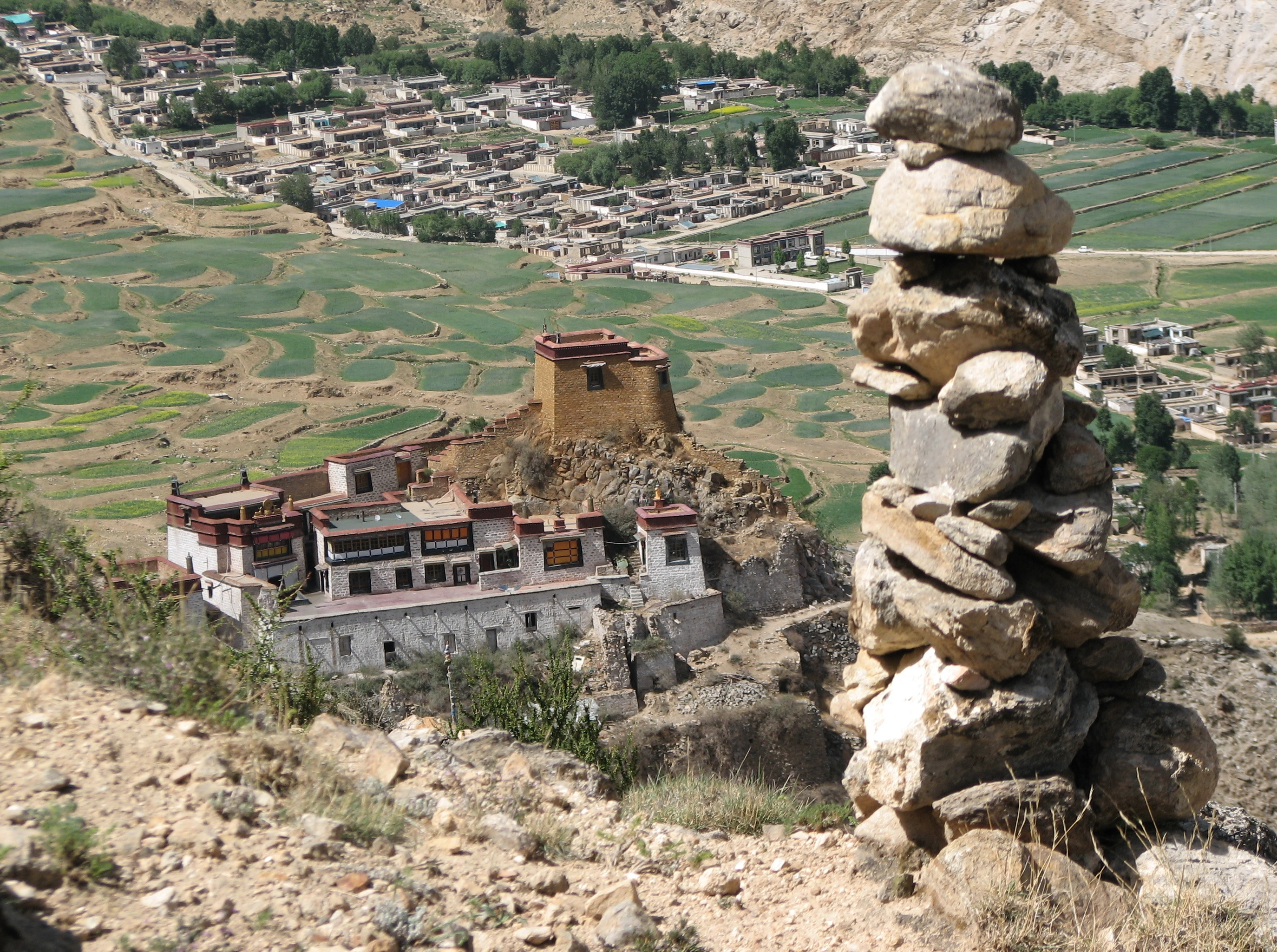
Lhapsa au-dessus de Lhassa.
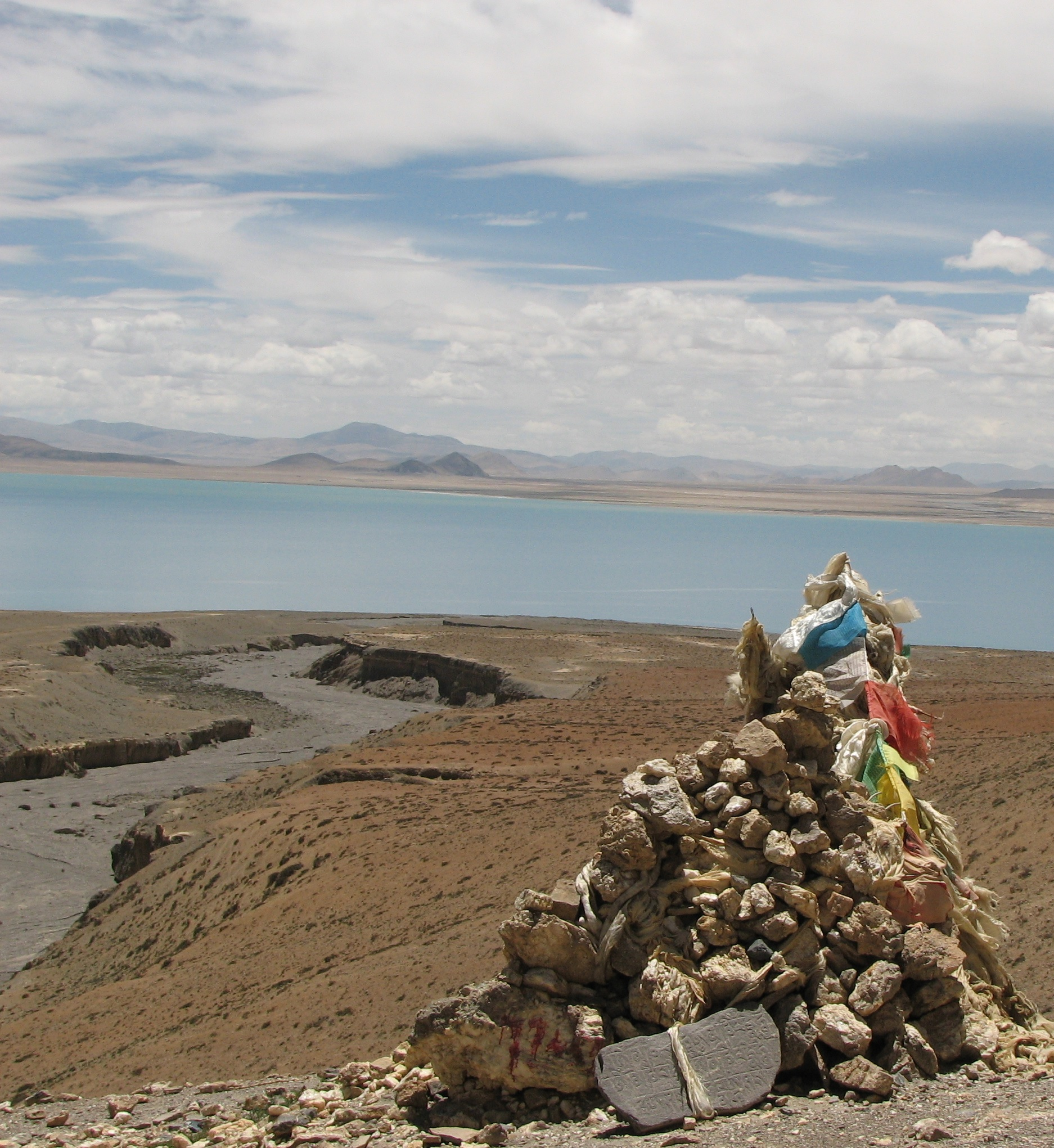
Lhapsa dans l'Ü-Tsang.
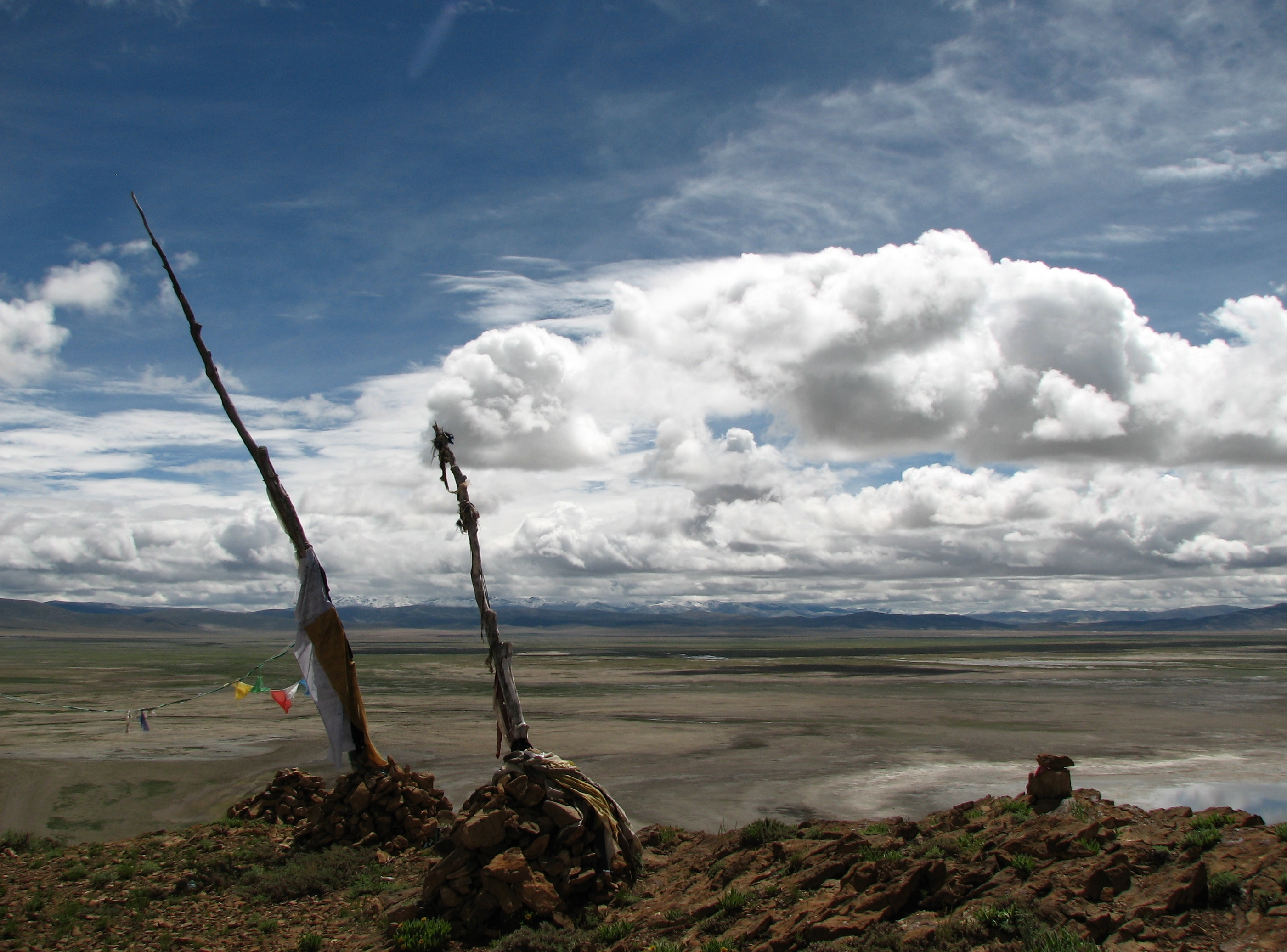
Lhapsa sur le plateau tibétain.
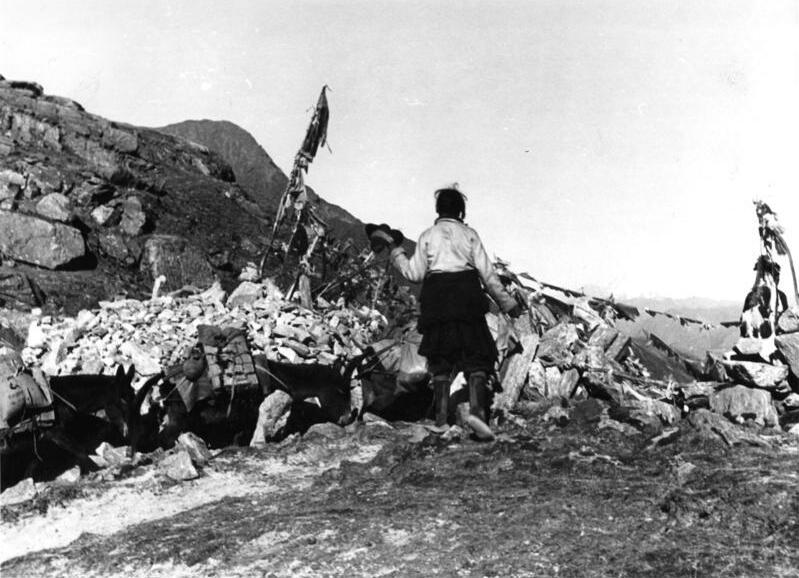
Lhapsa au passage du col de Nathu en 1939.